# パキスタン料理

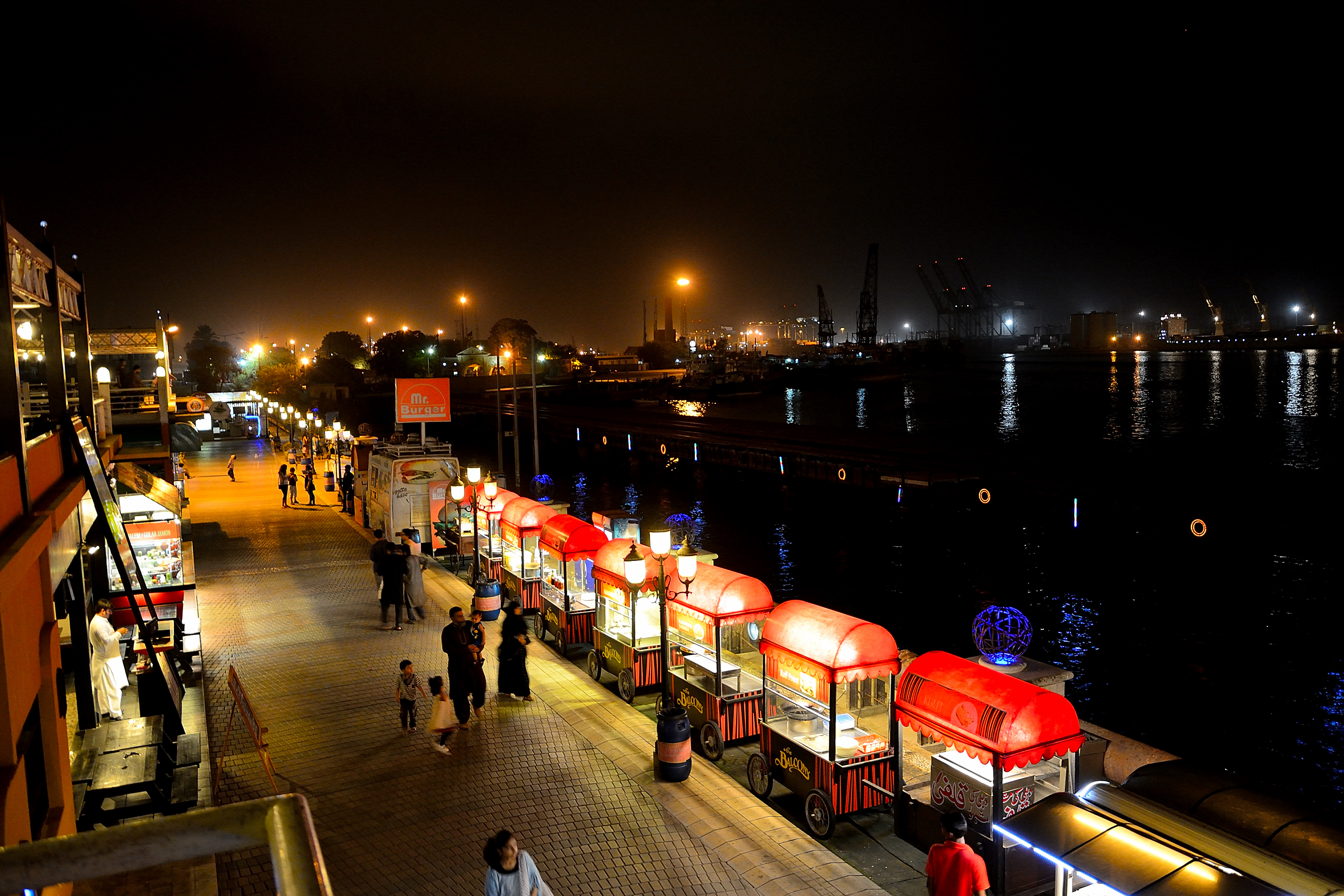
カラチに位置するポート・グランドは、アジア最大級のフード・ストリートの1つである。

パキスタン料理（パキスタンりょうり、ウルドゥー語: پاکستانی پکوان, ラテン文字転写: pākistānī pakwān）は、インド亜大陸や中央アジアの様々な地域の料理の伝統とムガール帝国の要素がブレンドされた料理。様々な料理はパキスタンの民族や文化の多様性に由来している。
パンジャーブ州やシンド州等の東部の料理の味付けは「味付けが濃い」、「スパイシー」という特徴がある。西部と北部に位置するアザド・カシミール、バローチスターン州、カイバル・パクトゥンクワ州、連邦直轄部族地域、ギルギット・バルティスタン州の料理は、隣接地域の中央アジアや西アジアに似ている「マイルド」な味付けになっている。
都市部では多国籍料理やファーストフードが人気である。パキスタン中華料理等、地元と外国のレシピを融合させた料理は、大都市ではよくみられる。更に、生活様式の変化に伴い、既製品のマサラの人気が高まっている。
パキスタン人の多様性を考えると作られる料理は家庭ごとに違うため、主流のパキスタン料理とは異なる場合がある。

## 歴史的影響
パキスタンの民族料理は、インド・アーリア人やイラン系民族の文化とムスリムの料理の伝統を受け継いでいる。最も古い正式な文明は、インダス文明のモヘンジョダロである。紀元前3000年頃、インダス渓谷ではゴマ、ナス、コブウシ等が飼育栽培され、ウコン、カルダモン、コショウ、マスタード等の香辛料が同時に収穫されていた。少なくとも1000年以上前から、コムギと米がインダス川流域の基本的な食料となっていた。
インド亜大陸へのイスラム教の進出は、郷土料理に大きな影響を与えた。ムスリムは豚肉を食べたり酒を飲んだりすることが禁じられているため、イスラム教の食事法は厳格に守られている。パキスタン人は伝統的な果物や乳製品だけでなく、野菜と共に牛肉、鶏肉、魚肉等の他の種類の肉にも重点を置いている。以上の歴史から、パキスタン料理への中央アジア、南アジア、中東料理の影響は至る所に現れている。

## 要素
パキスタン料理は、香り高く時にはスパイシーな風味が特徴である。料理の中には油分を惜しみなく含んでいる物もあり、それがより豊かな食感と風味に貢献している。アモムム・スブラトゥム、グリーンカルダモン、シナモン、チョウジ、ナツメグ、メース、コショウは、パキスタン全土の様々な料理を作るのに最も一般的に使用される香辛料である。クミン・シード、チリパウダー、ウコン、ローリエも人気である。パンジャーブ州では更にコリアンダーの粉が加わる。ガラムマサラは多くのパキスタン料理に使われており、とても人気がある。

## 地域の料理

### バローチスターン州
パキスタンのバローチスターン州、イランのスィースターン・バルーチェスターン州、アフガニスタンのバローチスターン州に住むバローチ人の料理はバローチ料理と呼ばれる。バローチ料理は、パキスタンやイランの多くの料理とは対照的に地域差がある。バローチ料理の中でも特に人気があるのは、バローチサジやダンプクトである。

### カイバル・パクトゥンクワ州
この地域にはパシュトゥーン人が居住しており、パシュトゥーン料理では米料理やケバブが有名である。ラムは、パシュトゥーン料理では他のパキスタン料理よりも食材に使われる頻度が高い。他の有名な料理にカブリパラウ、チャプリ・カバーブ、ティカ、マトンカラヒがある。歴史的なバリエーションとして、ペシャワリ料理と呼ばれる料理が存在する。パシュトゥーンとバローチの料理は、伝統的に辛くない料理である。

### パンジャーブ州
パンジャーブ州の独自性は地理的、文化的と考えられており、パンジャーブの住民の大半は幾つか変化を付けて料理をする一方で、それぞれの料理に多くの類似点を示している。そのため、この地域の料理はパンジャーブ料理として分類され、南パンジャーブを含む多くの地域で多少の違いはあるが共通の料理とみることができ る。ボングパヤ、ニハリ、ムルグチャナは、本格的なパンジャーブ料理と考えられている。

### シンド州
パキスタンのシンド州に住むシンド人の郷土料理のことを指してシンド料理と呼ぶ。シンド料理はスパイシーな料理とされ、様々な鶏肉料理で構成されている。特に、シンディービリヤニはピクニック料理として人気がある。

### カシミール
カシミール周辺の料理をカシミール料理と呼ぶ。カシミール人の主食は古代から米である。食肉は、米と一緒に食べられるカシミールで最も人気の食べ物であり、この地域の人々の食肉の消費量は他の地域と比較して多い。

## 食事の構成

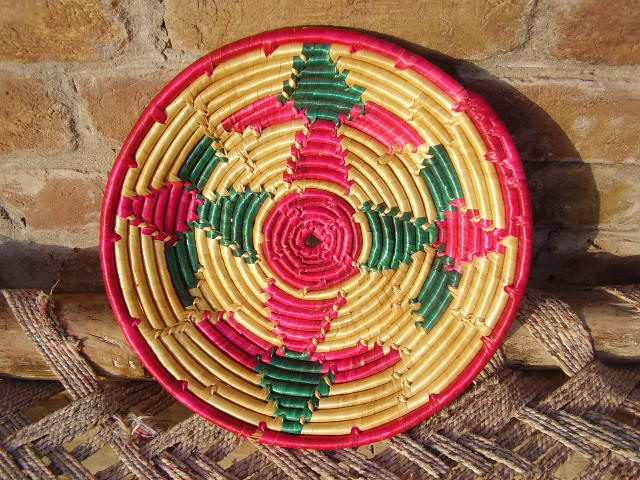
パンジャーブ・シンド様式のチャパティ用の木製プレート

パキスタン人は一般的に1日3食を朝食、昼食、夕食に分けて食べる。
夕方になると、地元のベーカリー作った焼き菓子や揚げ菓子又は自宅で作った菓子と一緒に茶を飲む家族が多い。
ラマダンの間、パキスタンでは食事のパターンがスフールとイフタールに変わる。イスラム教の伝統では、右手だけで食べるのが適切とされている。
多くの家庭では、ゲストが多過ぎてテーブルに収まり切らない場合に、ダスタルカーンと呼ばれる布を床に敷き、それに座って食事をする。
パキスタンの屋台の多くはタクトの上で食事を提供している。この形式はアフガニスタンでも見受けられる。
焼いたナン又は米とソースや固形物を一緒に手で掬って食べることが多い。

### 朝食

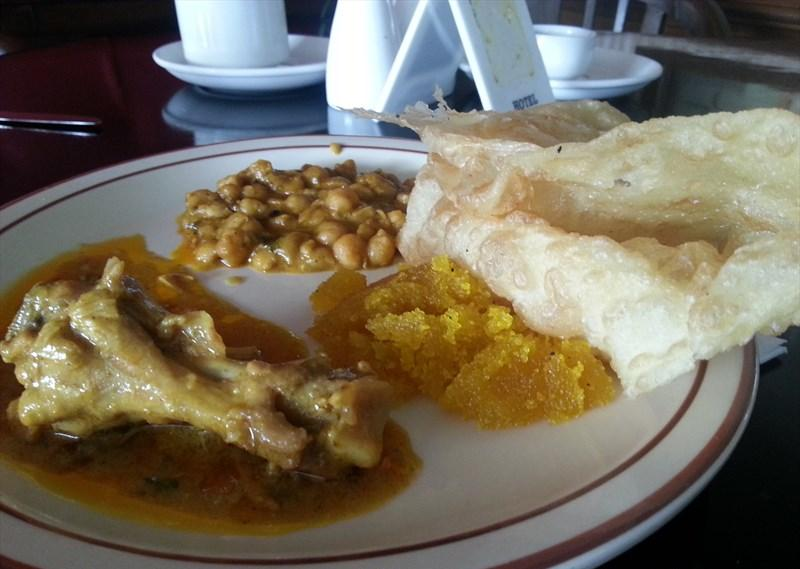
朝食にニハリやハルワプリを食べるのがラホール在住の人々に人気である。

パキスタンの朝食は「ナシュタ」と呼ばれる。典型的な朝食は、卵料理だと茹で卵、スクランブルエッグ、目玉焼き、オムレツが作られる。加えて、パン、ロティ、パラーター、シールマール、クルチャとチャナマサラ、キーマ、マンゴー、リンゴ、メロン、バナナ、シャミケバブ、種実類も食べられる。飲み物は牛乳、茶、ラッシー。蜂蜜、バター、ジャムを使う。バカルカニやラスク等の焼き菓子が含まれている場合もある。休日や週末には、ハルワプリやヒヨコマメが食べられることがある。
パンジャーブ州では、カラシナの葉から作られるサルソン・カ・サーグとコーンブレッドのマッキ・キ・ロティが好まれている。同地域ではハチャプリも食べられる。
パキスタンは他の多くのアジア諸国と変わらず、特に休日には朝食として肉料理も食べられている。伝統的な日曜日の朝食に、仔ヒツジやウシの頭と足を煮込んで作るシリパヤと煮込み料理のニハリが挙げられる。「ニハリ」はアラビア語の「Nihar」に由来しており、「1日」や「1日休む」という意味がある。その由来の通り、肉を柔らかくするために一晩中煮ることもある。

### 昼食
典型的なパキスタンの昼食は、大量の米やロティと肉のカレーやチョルバで構成されている。ダールチャワルは、昼食によく食べられる料理の1つである。ロティやナン等は夕食時に食べるのが一般的だが、日中に食べることが多くなったため、夕食時に米を食べることもある。人気のランチメニューに、肉とジャガイモで作るアルーゴーシュトやマトン入りの野菜がある。チキンカラヒ等の鶏肉料理も人気である。
道端の屋台では、レンズマメやタンドールで焼いたロティ、チャパティとマサラシチューがよく売られている。
川の近くに住んでいる人は昼食にタンドールで調理した魚を食べるケースがある。

### 夕食
夕食は家族全員が集まるので、その日のメインの食事と考えられている。
下拵えが必要で、塩味の付いた食べ物、例えばビリヤニ、ニハリ、ピラフ、キョフテ、ケバブ、キーマ、コルマ等が用意される。レンズマメは夕飯の主食にもなる。